# Stazione di Magliaso Paese
La stazione di Magliaso Paese è una fermata ferroviaria della linea Lugano-Ponte Tresa a servizio del centro abitato di Magliaso.

## Storia
La fermata fu attivata successivamente all'apertura della linea ferroviaria. Risulta in funzione già nel 1974.
Nel 2009, assieme ad altre località ferroviarie, fu coinvolta nei lavori di rialzo dei marciapiedi a livello dei convogli a pianale ribassato.

## Strutture e impianti
Il piazzale è composto dal solo binario di corsa della linea ferroviaria. È presente un marciapiede per garantire l'accesso ai viaggiatori, dotato di una pensilina in metallo.

## Movimento
La fermata è servita dai treni della linea S60 della rete celere ticinese, cadenzati con frequenza di quindici minuti, nei giorni feriali, e di trenta, in quelli festivi.

## Servizi
- Biglietteria automatica